# Pectinibuthus birulai
Genre
Espèce
Pectinibuthus birulai, unique représentant du genre Pectinibuthus, est une espèce de scorpions de la famille des Buthidae.

## Distribution
Cette espèce est endémique de la province de Lebap au Turkménistan,. Elle se rencontre dans la réserve de biosphère de Repetek.

## Description
Le mâle holotype mesure 56 mm.

## Étymologie
Cette espèce est nommée en l'honneur d'Alexei Andreevich Byalynitsky-Birula.

## Publication originale
- Orlov & Vasilyev, 1984 "1983" : « Skorpiony i ikh yad. Chast' 2. Opredelitel'naya tablitsa fauny skorpionov SSSR, ontogenez, okhrana. (The scorpions and their venom. Part 2. Key to the scorpion fauna of the USSR, onthogenesis, conservation) », Gorky State University, p. 1-32.